# Sic (Cluj)
Sic (in ungherese Szék, in tedesco Secken) è un comune della Romania di 2 539 abitanti (dati 2009)  ubicato nel distretto di Cluj, nella regione storica della Transilvania.

## Società

### Evoluzione demografica
Di seguito l'evoluzione della popolazione e delle etnie: